# Iablunivka, Rojîșce
Iablunivka (în ucraineană Яблунівка) este un sat în comuna Berezolukî din raionul Rojîșce, regiunea Volînia, Ucraina.

## Demografie
Componența lingvistică a localității Iablunivka
     Ucraineană (96,72%)
     Rusă (2,46%)
     Alte limbi (0,82%)
Conform recensământului din 2001, majoritatea populației localității Iablunivka era vorbitoare de ucraineană (96,72%), existând în minoritate și vorbitori de rusă (2,46%).